# Paul Engdahl

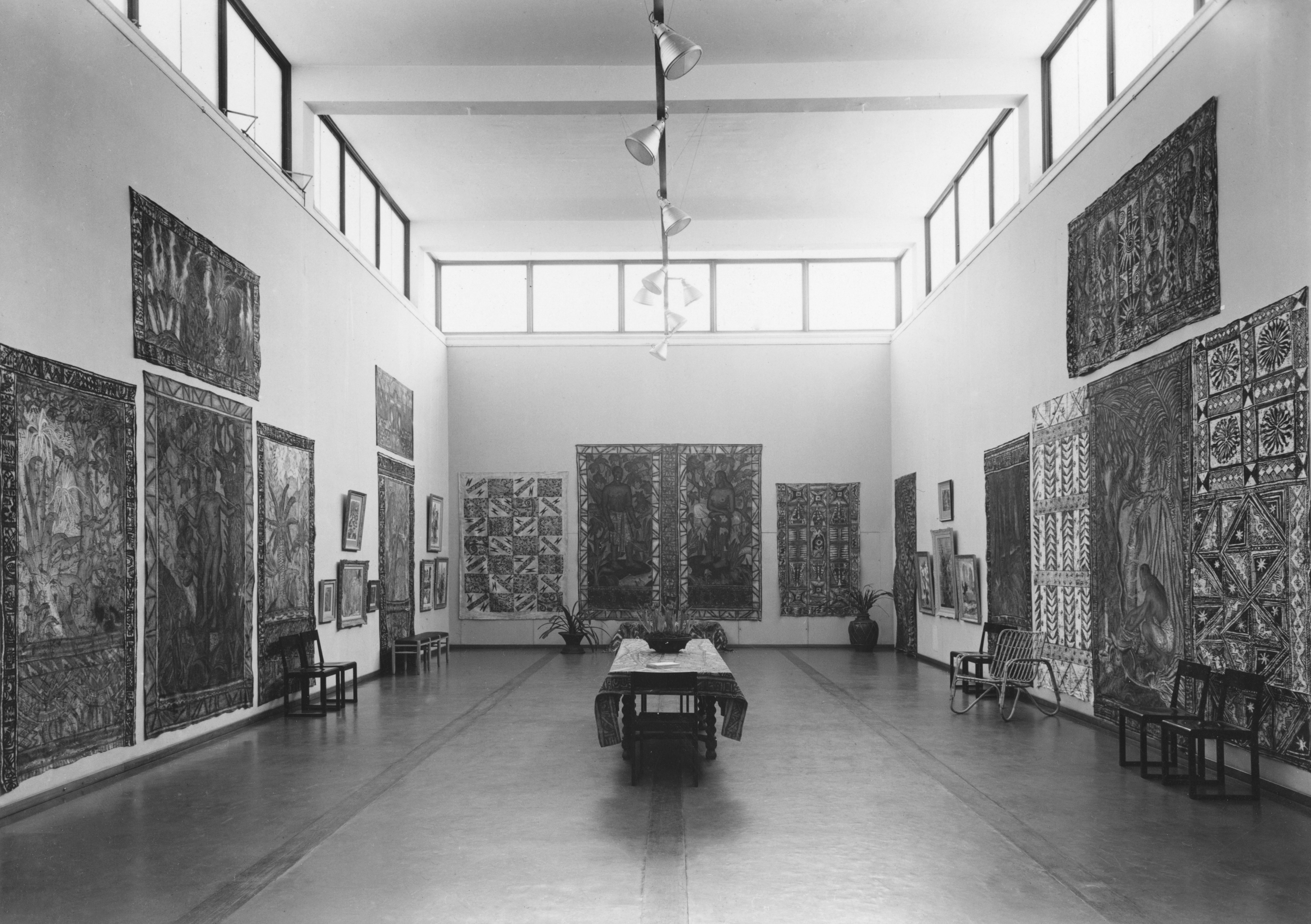
Paul Engdahls utställning på Östergötlands museum 1945

Paul Andreas Engdahl, född 8 april 1888 i Kristinehamn, död 17 januari 1976, var en svensk konstnär. Han var son till fabrikören Per August Engdahl och Hanna Månsson.
Engdahl studerade måleri i Gustaf Fjæstads atelé i Arvika. År 1918 köpte han Kampudden av Fjæstad som han något år senare sålde på grund av att han utvandrade till British Columbia 1920, där bodde han under 15 års tid. Samtidigt som han studerade  ursprungsbefolkningens konst i den polynesiska övärlden drev han en vaniljplantage. 
Han återvände till Sverige 1935 och bosatte sig i Borensberg. Han hade separatutställningar i Papeete 1935, i Hollywood 1935, i Prag, Paris och på Värmlands museum 1936, samt på Östergötlands och Linköpings stads museum 1945. Dessutom deltog han i ett stort antal samlingsutställningar.
Hans konst bestod av dekorativa målningar med abstrakta figurer och etnografiska ting samt egenartade landskap.